# 漳江街道
漳江街道，是中华人民共和国湖南省常德市桃源县下辖的一个乡镇级行政单位。街道办成立于2018年2月，是桃源县人民政府派出机构。

## 行政区划
该街道以下地区：
漳江阁社区、文昌阁社区、观音巷社区、渔父祠社区、黄花井社区、白佛阁社区、纺城路社区、西苑社区、文昌园社区、官家坪社区、海螺山村和楚旺村。